# Agoliinus corruptor
Agoliinus corruptor är en skalbaggsart som beskrevs av Brown 1929. Agoliinus corruptor ingår i släktet Agoliinus och familjen Aphodiidae. Inga underarter finns listade i Catalogue of Life.